# Єлена Орлеанська
Єлена Орлеанська (фр. Hélène d'Orléans), повне ім'я Єлена Луїза Франсуаза Генрієтта Орлеанська (фр. Hélène Louise Françoise Henriette d’Orléans), (13 січня 1871 —  21 січня 1951) — французька принцеса з Орлеанського дому, донька графа Паризького Луї-Філіпа та принцеси Марії Ізабелли Орлеанської, дружина герцога Аостського Емануїла Філіберта, після його смерті — полковника Оддоне Кампіні; мати короля Хорватії Томіслава II.
Генеральна інспектриса медсестер-добровольців Червоного Хреста Італії у 1915—1921 роках. Засновниця фонду допомоги дітям прикордонних територій (1919).
Авторка кількох книжок про подорожі.
Підтримувала режим Беніто Муссоліні.

## Біографія

### Дитинство та юність
Народилась 13 січня 1871 року у батьківській резиденції Йорк-гаус у Твікенемі, неподалік Лондона. Була третьою дитиною та другою донькою в родині графа Паризького Луї-Філіпа та його дружини Марії Ізабелли Орлеанської. Мала старшу сестру Амелію та брата Луї-Філіпа.

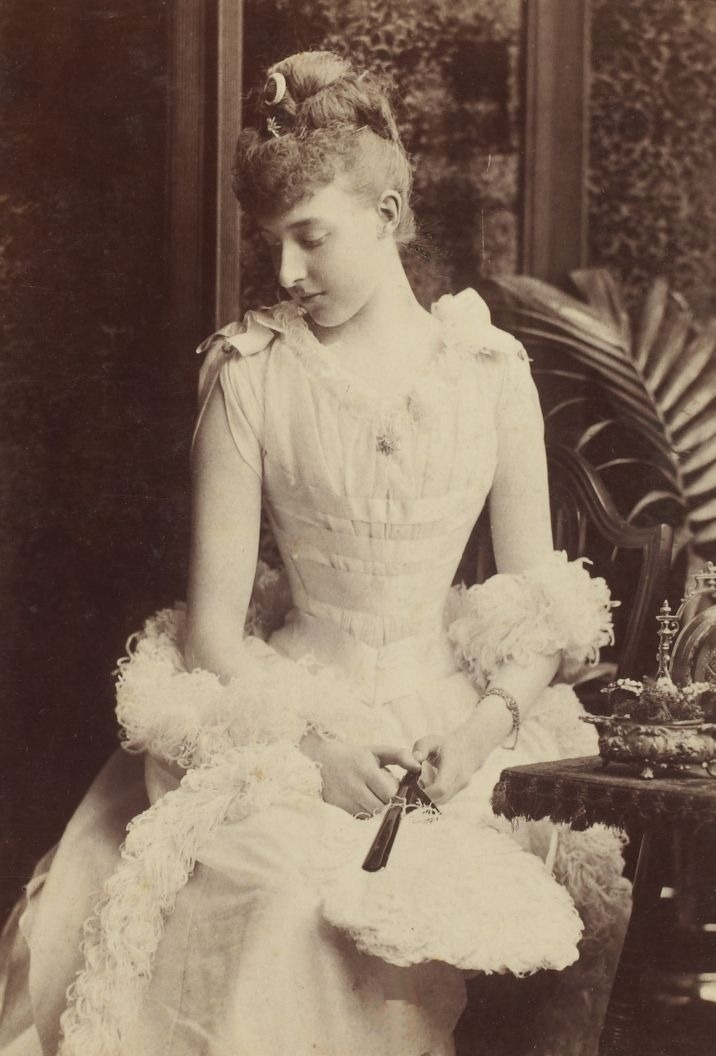
Світлина 1890-х років

За кілька місяців після її народження у Франції був відмінений закон про вигнання, який стосувався Орлеанського дому, і сімейство змогло повернутися на батьківщину. Наступного року були скасовані наполеонівські декрети конфіскації майна королівської сім'ї, і палаци в Е та Рандані, а також замок Амбуаз, повернулися у їхнє володіння. Під час перебування у Парижі, за запрошенням герцогині Галлієри, родина жила на першому поверсі готелю Матіньйон. У Франції народилися менші дітиː Шарль, Ізабелла, Жак, Луїза та Фердинанд.
Влітку 1886 року родина знову була вислана із Франції. Надалі проживали у Великій Британії та Іспанії.
Єлена здобула добру освіту, володіла чотирма мовами. Була відома своєю вродою.
Батьки прагнули видати її заміж за спадкоємця великої європейської монархії. Першим претендентом на руку дівчини був герцог Кларенс, другий у лінії престолонаслідування Великої Британії. Молоді люди закохалися одну в одного, однак батько Єлени був проти цього союзу через необхідний перехід нареченої у англіканство. Дівчина особисто відвідала Папу Римського Лева XIII, клопотаючись про дозвіл на вінчання, проте той підтвердив вердикт її батька, заявивши, що, у випадку непослуху, Єлена буде відлучена від церкви. Після цього перемовини про шлюб були зупинені. У грудні наступного року принц заручився із Марією Текською, однак вже за місяць помер від пневмонії.
У 1892 році російське імператорське подружжя мало думку одружити свого старшого сина Миколая з Оленою. Однак сам цесаревич наполягав на кандидатурі Аліси Гессенської. У тому ж році інтерес до принцеси проявляв герцог Шлезвіг-Гольштейну Ернст Гюнтер, брат німецької імператриці Августи Вікторії, з яким Єлена познайомилася, подорожуючи Єгиптом. Втім, дівчина залишилася байдужою до юнака. Німецька дипломатична служба також тисла на герцога, не бажаючи француженки у колі німецької імператорської родини. Зрештою, той одружився із німецькою принцесою Доротеєю Саксен-Кобург-Готською.
Родичі прагнули бачити Єлену дружиною спадкоємця престола Австро-Угорщини Франца Фердинанда, проте той, закоханий у Софію Хотек, зволікав із відповіддю, хоча категорично не відмовлявся. Імператор Франц Йосиф I шлюб не підтримував, однак зауважив, що не буде проти. Сподівалися також, що вона може стати дружиною італійського кронпринца. Однак, після візиту принцеси до Неаполя стосунки не розвивалися.
У вересні 1894 року Луї-Філіп помер. На похороні батька у Вейбриджі Єлена вперше побачилася із герцогом Аостським, небожем правлячого короля Італії.

### Шлюбне життя

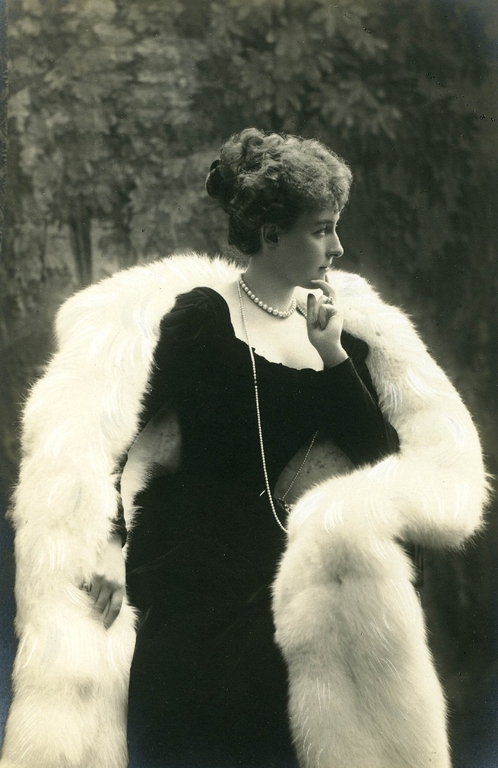
Світлина Єлени, 1903

У віці 24 років Єлена взяла шлюб із 26-річним герцогом Аостським Емануїлом Філібертом. Наречений був сином колишнього короля Іспанії Амадея I і другим у лінії наслідування престолу Італії. Весілля відбулося 25 червня 1895 у церкві Святого Рафаеля у Кінгстоні-на-Темзі неподалік Лондону. На вінчанні були присутніми кронпринц Італії Віктор Емануїл, принц Уельський Берті з дружиною Александрою, а також інші члени британського королівського дому. Весільний сніданок пройшов у будинку Орленських у Твікенемі.
Італійський двір, куди прибули молодята після весілля, продовжував залишатися досить провінційним. Королівська родина прийняла Єлену досить прохолодно. Жінка присвятила себе благодійності і дуже скоро стала популярною серед усіх верств народу Італії.
Подружжя мешкало у Турині, де й народилися двоє їхніх синів. Від 1905 року герцог і герцогиня Аоста мешкали у палаці Каподімонте в Неаполі і мали великий вплив на інтелектуальне життя міста. Перші роки шлюбу були щасливими. Проте згодом Емануїл Філіберт почав віддавати перевагу коханці Паулі Орсіні.
У герцогині в цей час діагностували сухоти і рекомендували перебування у спекотному кліматі.
У 1907 році Єлена виїхала до Африки. Згодом її поїздки почали тривати до десяти місяців. Вона подорожувала Нілом, через Сахару, до країни Конго і через більшу частину Східної Африки. Під час поїздок стала відомою як мисливець за великою дичиною. Видала кілька книжок, в яких описувала свої подорожі.

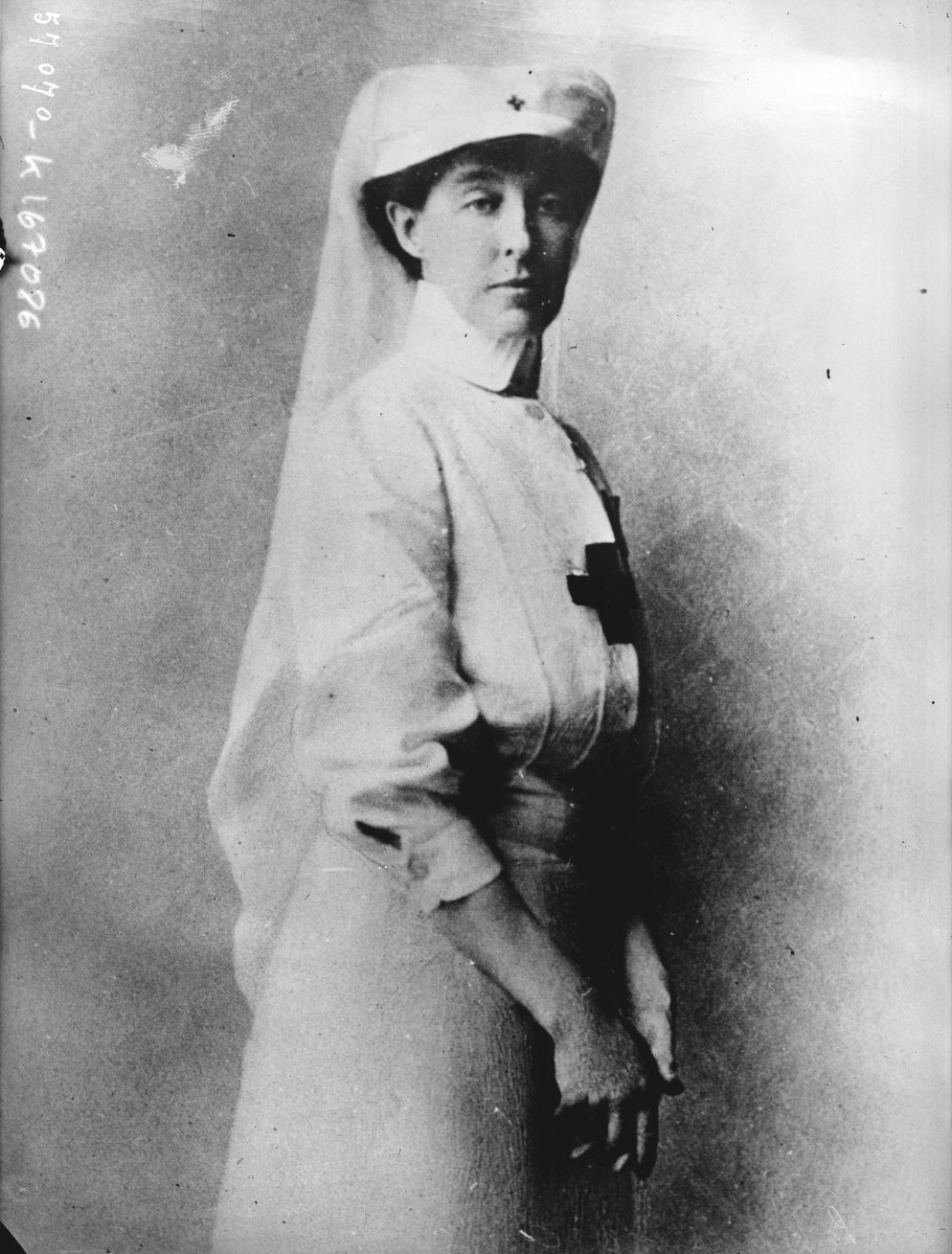
Світлина 1919 року

Під час Першої світової війни була головою медсестер Італійського Червоного Хреста і проводила більшість часу на лінії фронту або поруч. Значно покращила санітарні умови у військових шпиталях і підвищила професіоналізм жінок-медсестер. За свою службу була удостоєна кількох нагород різними країнами. Її щоденник воєнного часу був пізніше опублікований з передмовою Беніто Муссоліні.
У 1919 році відновила свої подорожі і відвідала республіку Фіуме Габріеле д'Аннунціо. До 1930-х продовжувала мандрувати
У міжвоєнний період стала одним із найзатятіших захисників фашизму, а її сини отримали добрі посади від Муссоліні, з яким Єлена товаришувала особисто. Прихильність доньки італійському націоналізмові шокувала її батьків, які розірвали з нею всі контакти.
У червні 1931 року раптово помер Емануїл Філіберт.
У віці 65 років Єлена взяла другий шлюб із 56-річним полковником Оддоне Кампіні. Весілля відбулося у жовтні 1936 року у палаці Каподімонте. Точна дата церемонії невідома. Подружжя продовжило жити в тому ж палаці. Єлена, незважаючи на вік та хворобу легень, залишалася надзвичайно енергійною жінкою. Товаришувала з принцесою П'ємонту Марією Жозе, яка у 1930-тих мешкала у Неаполі.
Мешкала у своєму палаці протягом всієї Другої Світової війни. Лише у червні 1946 року переїхала до Кастелламмаре-ді-Стабія.
У 1947 році передала в подарунок Національній бібліотеці Неаполя більше 11 000 томів і брошур, частину пам'ятних речей, карт і багату колекцію фотографій (близько 9800 зображень, датованих 1890—1930 роками, які стосувалися приватного життя її сім'ї, діяльності інспектрисою Червоного Хреста, сафарі та полювання на велику дичину в Африці), а також основну частину рукописів, що становлять Фонд Аости.
Пішла з життя 21 січня 1951 року у Кастелламмаре-ді-Стабія. Похована у базиліці Incoronata Madre del Buon Consiglio у Неаполі.

## Літературні праці
- 1913 — Три поїздки до Африки. Ілюстрована книга.
- 1913 — Подорожі Африкою.
- 1918 — Назустріч сонцю, що сходить. Подорож до Далекого Сходу.
- 1921 — Бродяче життя, Сенсація Африки.
- 1930 — Поруч із героями. Військовий щоденник Її Королівської Високості, герцогині Аостської, головної інспектриси медичних сестер-добровольців Італійського Червоного Хреста;
- 1933 — Через Сахару. Журнал мандрівок.

## Родина
Чоловік — Еммануїл Філіберт, герцог Аостський (1869–1931)
Діти:
- Амадео (1898—1942) — 3-й герцог Аостський, був одружений із французькою принцесою Анною Орлеанською, мав двох доньок;
- Аймоне (1900—1948) — король Хорватії у 1941—1943 роках, був одружений з грецькою принцесою Іреною, мав єдиного сина.

## Нагороди

### Італія
- Срібна медаль «За військову доблесть» (Італія)
- Хрест «За військові заслуги» (Італія) — нагороджена тричі.
- Медаль Італійського Червоного Хреста (1919)
- Пам'ятна медаль Італо-австрійської війни 1915—1918 з чотирма планками
- Пам'ятна медаль об'єднання Італії
- Медаль Перемоги

### Франція
- Орден Почесного легіону, дама
- Круа-де-Герр

### Інші країни і організації
- Орден Святої Ізабелли, почесний великий хрест (Португальське королівство; 22 травня 1886)
- Орден Королеви Марії Луїзи (Іспанія; 13 червня 1895)
- Орден Зіркового хреста (Австро-Угорщина)
- Дама честі і відданості (Мальтійський орден)
- Медаль імені Флоренс Найтінгейл (Міжнародний комітет Червоного Хреста)

## Титули
- 13 червня 1871 — 21 січня 1951 — Її Королівська Високість Принцеса Єлена Орлеанська;
- 21 січня 1951—4 липня 1931 — Її Королівська Високість Герцогиня Аоста;
- 4 липня 1931—жовтень 1936 — Її Королівська Високість Вдовіюча Герцогиня Аоста;
- жовтень 1936—21 січня 1951 — Пані Кампіні.